# Emigrace Číňanů z Malajsie
Emigrace Číňanů z Malajsie je důsledkem nežádoucí diskriminace čínské menšiny.
Obyvatelstvo Malajsie se skládá z mnoha etnik, z nichž druhé nejpočetnější etnikum jsou Číňané. Žije tu kolem 6,6 miliónů Číňanů, a tak tvoří zhruba 23 % celkové malajské populace. V dějinách lze zaznamenat dvě velké vlny migrace Číňanů do Malajsie. První byla v 15. století, druhá byla v 19. a 20. století. Počet čínských obyvatel v Malajsii v těchto obdobích rostl, ale v posledních několika desetiletích naopak jejich počet neustále klesá. Při současné míře emigrace se odhaduje, že čínská populace v Malajsii klesne do roku 2050 na 19,4 %.

## Příčina odchodu
V průběhu staletí si Číňané v Malajsii vyvíjeli svoji kulturu, založili vlastní jazykové školy a chrámy. Také mají vliv na rozvoj ekonomiky v Malajsii. Kvůli rostoucímu vlivu Číňanů v malajské ekonomice a společenském životě se začala v zemi objevovat nežádoucí diskriminace mezi menšinami. Diskriminace může být nejen z hlediska náboženského, ale také z důvodu politické problematiky. Vláda se rozhodla podpořit malajskou populaci, a proto má malajská populace více privilegií, např. lepší místa v zaměstnání, lepší vzdělání, při soudních řízeních soud více nahlíží ke straně Malajců. Následky diskriminace už ovlivňuji i mladší generace, která je více pohlcena kvůli rasovým napětím. Pocit diskriminace byl i hlavním důvodem, proč se mnoho čínských obyvatel rozhodlo opustit zemi.

## Emigrace
Většina se rozhodla usadit v Singapuru, protože z geografického hlediska je neblíže k Malajsii a je tam velké procento čínského etnika. Mezi další cílové země patří Kanada, Austrálie, Nový Zéland a Spojené království. Jsou to anglicky mluvící země, protože většina malajských Číňanů umí mluvit plynně anglicky a jsou seznámeni s jejich kulturou. Převážně také emigrují mladí potenciální Číňané, a tak dokážou rychle najít stabilní zaměstnání a přizpůsobit se do společnosti.

## Dopady
Číňané jsou nedílnou součástí Malajsie, mají obrovský vliv na vývoji státu a národa, přispěli nemalým podílem do dnešní malajské kultury. A tak tato emigrace má velký dopad na celý stát. Vzhledem k tomu, že každým rokem emigruje více mladých a vzdělaných Číňanů, je pro malajské firmy obtížnější najímat kvalifikované odborníky ve všech odvětvích. Důsledkem je nižší efektivnost fungování podniku. Kvůli nižší efektivnosti fungování velkých podniků roste HDP v Malajsii pomaleji.

## Program návratu expertů
Na základě uvědomění dané problematiky malajská vláda zorganizovala „Program návratu expertů.“ Tento program nabízí čínským jedincům s vysokým vzděláním daňové výhody a trvalý pobyt rodinným příslušníkům těchto jedinců. Vláda doufala, že se emigranti vrátí do Malajsie, ale dosud je program neúspěšný. V roce 2016 souhlasilo s návratem pouze 398 osob.
Dále se vláda snaží zmírnit problematiku diskriminace etnocentrickou diskriminační politikou, což je program, který se snaží o vyrovnání ekonomických příjmů mezi minoritami a většinou.